# Cardiodactylus guttulus
Cardiodactylus guttulus är en insektsart som först beskrevs av Matsumura, S. 1913.  Cardiodactylus guttulus ingår i släktet Cardiodactylus och familjen syrsor. Inga underarter finns listade i Catalogue of Life.